# Вулька (гміна)
Гміна Вулька (пол. Gmina Wólka) — сільська гміна у східній Польщі. Належить до Люблінського повіту Люблінського воєводства.
Станом на 31 грудня 2014 у гміні проживало 11126 осіб.

## Площа
Згідно з даними за 2007 рік площа гміни становила 72.65 км², у тому числі:
- орні землі: 77.00%
- ліси: 14.00%

Таким чином, площа гміни становить 4.33% площі повіту.

## Населення
Станом на 31 грудня 2014:
| Опис     | Загалом | Загалом | Чоловіки | Чоловіки | Жінки | Жінки |
| -------- | ------- | ------- | -------- | -------- | ----- | ----- |
| одиниця  | осіб    | %       | осіб     | %        | осіб  | %     |
| все      | 11126   | 100     | 5452     | 49.0     | 5674  | 51.0  |
| міське   | 0       | 0       | 0        |          | 0     |       |
| сільське | 11126   | 100     | 5452     | 49.0     | 5674  | 51.0  |

## Сусідні гміни
Гміна Вулька межує з такими гмінами: Ленчна, Мелґев, Немце, Спічин, Свідник.